# XIX. Olimpijske igre – Ciudad de México 1968.
XIX. Olimpijske igre – Ciudad de México 1968.
XIX. Olimpijske igre su održane 1968. godine u Ciudad de Méxicu u državi Meksiku. MOO se odlučio za taj grad kao domaćina Igara u konkurenciji gradova kandidata među kojima su bili: Detroit, Buenos Aires i Lyon. Neposredno prije Igara izbili su u gradu Mexicu studentski nemiri, u kojima su nezadovoljni meksički studenti pokušali iskoristiti Igre da bi skrenuli pažnju na svoje probleme. Nemiri su krvavo ugušeni, po nekim izvorima s par stotina mrtvih studenata nakon sukoba s vojnom policijom. Stoga su Igre započele u vrlo mučnoj atmosferi, iako su se meksičke vlasti trudile incident zataškati pred očima međunarodne javnosti.
Na otvaranju Igara je po prvi puta čast paljenja Olimpijskog plamena bila dodijeljena jednoj ženi, bila je to meksička atletičarka Norma Enriqueta Basilio de Sotelo.
Tijekom Igara zabilježen je još jedan politički incident. Naime, američki crni sprinteri na 200 m Tommie Smith (zlato) i John Carlos (bronca) su tijekom ceremonije dodjele medalja podigli po jednu ruku stisnutih šaka na kojima je bila crna rukavica, simbol otpora crnačke manjine u SAD. MOO je reagirao brzo i brutalno: obojici atletičara su zabranjeni nastupi na OI doživotno!
Na ovim Igrama po prvi puta su momčadi Istočne Njemačke te Zapadne Njemačke nastupile odvojeno. Zajedno će ponovno nastupiti tek nakon pada Berlinskog zida, na Igrama u Barceloni 1992.
Kako je grad domaćin na relativno velikoj nadmorskoj visini (2240 m) u mnogim športovima izdržljivosti natjecatelji su imali dosta poteškoća prilagoditi se uvjetima rijetkog zraka s malom koncentracijom kisika. Ipak, za pojedine športove rijedak zrak je pogodovao u postizanju dobrih rezultata, što se najviše osjetilo u atletskim disciplinama kao što su skok u dalj, skok u vis ili skok s motkom.
Prvi je put uvedena dopinška kontrola za športaše. Neslavnu čast da postane prvi športaš u povijesti diskvalificiran zbog dopinga je imao švedski natjecatelj u modernom petoboju Hans-Gunnar Liljenwall, kojemu je utvrđeno nedopušteno korištenje alkohola za vrijeme natjecanja!
Svojim nastupima su se posebno istaknuli sljedeći natjecatelji:
- Američki bacač diska Al Oerter je osvojio četvrtu zlatnu medalju na OI za redom, te je time postao druga osoba u povijesti kojoj je to pošlo za rukom u individualnom športu.
- Bob Beamon iz SAD-a je doskočio na tada nevjerojatnih 8.90 m u skoku u dalj, što je bilo 55 cm više od dotadašnjeg rekorda! Sam rekord je ostao neoboren do 1991. godine, a i danas je još uvijek važeći olimpijski rekord.
- Američki sprinteri Jim Hines i Lee Evans su oborili rekorde na 100 m odnosno 400 m, s vremenima koja su dugo godina ostala nenadmašena. U troskoku su čak trojica natjecatelja oborila dotadašnji svjetski rekord.
- Dick Fosbury je osvojio zlato u skoku u vis prezentirajući novi stil skoka koji je od tada poznat upravo po njemu, dakle kao tehnika Fosbury-flop. Ovaj stil u kojem skakač skače preko letvice kojoj je u trenutku preskoka okrenut leđima je brzo postao dominantnim stilom, te ga svi skakači u vis koriste i danas.
- Čehoslovačka gimnastičarka Věra Čáslavská je osvojila četiri zlatne medalje.
- Američka plivačica Debbie Meyer je postala u povijesti koja je osvojila tri pojedinačna zlata, na 200, 400 i 800 m slobodno.
- John Stephen Akhwari iz Tanzanije je postao poznat po tome što je završio maratonsku utrku usprkos iščašenju koljena! Akhwari je u toj utrci završio zadnji, ali je njegov nastup ostao zapamćen kao primjer upornosti i volje.

## Popis športova
| - atletika - biciklizam - boks - dizanje utega - Gimnastika - hokej na travi - hrvanje - jedrenje - kajak i kanu na mirnim vodama - košarka |  | - konjički šport - mačevanje - moderni petoboj - nogomet - odbojka - plivanje - skokovi u vodu - streljaštvo - vaterpolo - veslanje |

Na Igrama su bila i dva demonstracijska športa: pelot (igra slična skvošu)  i tenis.

## Popis podjele medalja
(Medalje domaćina posebno istaknute)
| Olimpijske igre 1968 |                  |       |        |        |        |
| Plasman              | Država           | Zlato | Srebro | Bronca | Ukupno |
| 1                    | SAD              | 45    | 28     | 34     | 107    |
| 2                    | SSSR             | 29    | 32     | 30     | 91     |
| 3                    | Japan            | 11    | 7      | 7      | 25     |
| 4                    | Mađarska         | 10    | 10     | 12     | 32     |
| 5                    | DDR              | 9     | 9      | 7      | 25     |
| 6                    | Francuska        | 7     | 3      | 5      | 15     |
| 7                    | Čehoslovačka     | 7     | 2      | 4      | 13     |
| 8                    | Zapadna Njemačka | 5     | 11     | 10     | 26     |
| 9                    | Australija       | 5     | 7      | 5      | 17     |
| 10                   | Velika Britanija | 5     | 5      | 3      | 13     |
| 11                   | Poljska          | 5     | 2      | 11     | 18     |
| 12                   | Rumunjska        | 4     | 6      | 5      | 15     |
| 13                   | Italija          | 3     | 4      | 9      | 16     |
| 14                   | Kenija           | 3     | 4      | 2      | 9      |
| 15                   | Meksiko          | 3     | 3      | 3      | 9      |
| 16                   | Jugoslavija      | 3     | 3      | 2      | 8      |
| 17                   | Nizozemska       | 3     | 3      | 1      | 7      |
| 18                   | Bugarska         | 2     | 4      | 3      | 9      |
| 19                   | Iran             | 2     | 1      | 2      | 5      |
| 20                   | Švedska          | 2     | 1      | 1      | 4      |
| 21                   | Turska           | 2     | 0      | 0      | 2      |
| 22                   | Danska           | 1     | 4      | 3      | 8      |
| 23                   | Kanada           | 1     | 3      | 1      | 5      |
| 24                   | Finska           | 1     | 2      | 1      | 4      |
| 25                   | Etiopija         | 1     | 1      | 0      | 2      |
| 25                   | Norveška         | 1     | 1      | 0      | 2      |
| 27                   | Novi Zeland      | 1     | 0      | 2      | 3      |
| 28                   | Tunis            | 1     | 0      | 1      | 2      |
| 29                   | Pakistan         | 1     | 0      | 0      | 1      |
| 29                   | Venecuela        | 1     | 0      | 0      | 1      |
| 31                   | Kuba             | 0     | 4      | 0      | 4      |
| 32                   | Austrija         | 0     | 2      | 2      | 4      |
| 33                   | Švicarska        | 0     | 1      | 4      | 5      |
| 34                   | Mongolija        | 0     | 1      | 3      | 4      |
| 35                   | Brazil           | 0     | 1      | 2      | 3      |
| 36                   | Belgija          | 0     | 1      | 1      | 2      |
| 36                   | Južna Koreja     | 0     | 1      | 1      | 2      |
| 36                   | Uganda           | 0     | 1      | 1      | 2      |
| 39                   | Kamerun          | 0     | 1      | 0      | 1      |
| 39                   | Jamajka          | 0     | 1      | 0      | 1      |
| 41                   | Argentina        | 0     | 0      | 2      | 2      |
| 42                   | Grčka            | 0     | 0      | 1      | 1      |
| 42                   | Indija           | 0     | 0      | 1      | 1      |
| 42                   | Tajvan           | 0     | 0      | 1      | 1      |
|                      | Ukupno           | 174   | 170    | 183    | 527    |